# Midnight Sun Peak
Midnight Sun Peak är en bergstopp i Kanada.   Den ligger i territoriet Nunavut, i den östra delen av landet, 2 500 km norr om huvudstaden Ottawa. Toppen på Midnight Sun Peak är 1 967 meter över havet, eller 497 meter över den omgivande terrängen. Bredden vid basen är 5,2 km.
Terrängen runt Midnight Sun Peak är bergig åt sydväst, men åt nordost är den kuperad. Trakten runt Midnight Sun Peak är nära nog obefolkad, med mindre än två invånare per kvadratkilometer.. Det finns inga samhällen i närheten. 
Trakten runt Midnight Sun Peak är permanent täckt av is och snö.